# Alivio
El alivio es una emoción positiva que se siente cuando algo desagradable o doloroso se termina o no llega a suceder.
El alivio a menudo se acompaña de un suspiro, el cual marca la transición emocional. En todo el mundo la gente reconoce los suspiros de alivio y lo consideran una emoción fundamental.
En un estudio de 2017 publicado en Psychology, se sugiere que el alivio puede ser una emoción que puede reforzar ansiedad a través de la evitación, o ser un mecanismo adaptativo para el estrés y la frustración.

## Tipos de alivio
El alivio suele pensarse como un único concepto, pero cuando se pregunta a la gente por momentos en los que experimentaron alivio, la mitad de ellos hablan de ocasiones en las que algo podría haber causado un problema, pero finalmente no llegó a suceder (por ejemplo, la cancelación de un examen para el que no se estaba preparado), y la otra mitad de tareas complejas acabadas (por ejemplo, terminar de rellenar un documento complicado para solicitar una devolución de impuestos).
Para probar si  realmente hay dos tipos distintos de alivio, los investigadores crearon un escenario donde los participantes tuvieron que cantar una canción delante de un dirigente de experimento después de haber escuchado dicha canción una vez. A algunos de ellos se les dijo que finalmente no hacía falta que cantaran, pero el resto sí tuvieron que hacerlo.
En el primer caso la gente se concentra en cómo evitar que algo así pueda volver a suceder. En el segundo, se podría incrementar la resistencia ante tareas difíciles.

## Reforzando la evitación
También se ha sugerido que el alivio puede reforzar la evitación, ya que al premiar la huida de una situación tensa, podría ayudar a provocar una evitación patológica y llevar a desórdenes de ansiedad. Por ejemplo, si una persona nerviosa tenía que hacer un discurso ante un grupo y éste se cancela en el último minuto, el alivio que sienta podría premiar la evitación, y su recuerdo del alivio le podría llevar a negarse a volver a hablar en el futuro: por ello el miedo a hablar en público estaría mantenido por el sentimiento de alivio.

## Suspiro de alivio
Se sabe que las ratas también suspiran de alivio. Como son animales sociales, los investigadores sugirieron que quizá el suspiro de alivio es una señal social a otras ratas. No sabemos si el suspiro es una señal social, la gente tiende a estimar que suspiran de alivio cuando están solos con la misma frecuencia que cuando no lo están.
Cuando la gente está enfrascada en una tarea difícil , como un rompecabezas imposible, suspira entre intentos o cuando abandonan.  Ya que el suspiro es una transición de un estado negativo a uno positivo, esto sugiere que causa una especie de "reinicio" emocional y fisiológico Si esto es cierto, explica por qué la gente nerviosa suspira más a menudo, y por qué se suspira más cuando nos enfrentamos a una tarea mentalmente difícil.  En estos casos el suspiro sería un intento de provocar un alivio psicológico. Basado en estos hallazgos,  se ha propuesto que los suspiros regulan la tensión y las emociones negativas, lo cual podría ser un mecanismo adaptativo para la ansiedad y el estrés.